# Juan Faroppa
Juan Alfonso Faroppa Fontana (Montevideo, 19 de diciembre de 1959) es un abogado y político uruguayo, perteneciente al Frente Amplio.

## Biografía
Faroppa estudió leyes en la Universidad de la República, egresando como abogado en 1986. Posteriormente realizó cursos sobre Derechos Humanos en la Universidad de Utrech-Universidad de Tucumán y en el Instituto Interamericano de Derechos Humanos.
Fue militante del movimiento estudiantil durante la dictadura cívico-militar en Uruguay, integrando la Asociación Social y Cultural de Estudiantes de la Enseñanza Pública (ASCEEP)
Desde 1991 ejerce la docencia en Derechos Humanos en la Universidad de la República de Uruguay (UDELAR).
Militó en el Frente Amplio como independiente. Con el advenimiento del gobierno de Tabaré Vázquez en 2005 ocupó el cargo de Subsecretario (Viceministro) del Ministerio del Interior, cargo que ejerció hasta marzo de 2007. Después integró la Secretaría de Seguimiento de la Comisión para la Paz, a propuesta de Madres y Familiares de Detenidos Desaparecidos, hasta marzo de 2010. Fue integrante también de la Vertiente Artiguista hasta agosto de 2010.
Ha trabajado para la UNICEF, el PNUD, el Departamento de Asuntos Políticos de Naciones Unidas, la Comisión Interamericana de Derechos Humanos (CIDH), el BID, la OIM, la AECID, la ASDI, el IIDH y Save the Children.
En 2012 se desafilió del Frente Amplio para aceptar su postulación a integrar la Institución Nacional de Derechos Humanos y Defensoría del Pueblo (INDDHH), propuesto por la Red de Amigos de Luis «Perico» Pérez Aguirre. El 8 de mayo de 2012 fue votado por el Parlamento para integrar la INDDHH junto con Juan Raúl Ferreira Sienra, Ariela Peralta, Mariana González Guyer y Mirtha Guianze.